# Dan-Dream
Dan-Dream er en dansk film fra 2017, som er instrueret af Jesper Rofelt og har Peter Gantzler, Casper Christensen, Frank Hvam og Lars Hjortshøj i hovedrollerne. Under produktionen havde filmen arbejdstitlen De første røde jordbær, men senere fik filmen titlen Dan Dream. Filmen er primært optaget på Fyn, hvor især Tommerup, Render, Haarby og Assens er blevet brugt som lokationer. Filmen skildrer en gruppe personer, som vil forsøge at udvikle verdens første elbil. Filmen er løst inspireret af historien om den danske elbil som fik model-navnet Hope Whisper 1-3. Whisper-projektet blev startet af ingeniør Thure Barsøe i 1981.
Dan-Dream solgte 107.000 billetter. Ifølge Casper Christensen var målet at sælge 150.000 billetter.

## Medvirkende
- Casper Christensen som Thorkil Bonnesen
- Frank Hvam som Jens Knagstrup
- Magnus Millang som Vonsil
- Niclas Vessel Kølpin som Henrik
- Lars Hjortshøj som Borgmester Kai Ove
- Mia Lyhne som Kit Andersen
- Louisa Yaa Aisin som Grace
- Peter Gantzler som Advokat

## Modtagelse
Filmen fik blandede anmeldelser. Flere roste ideen med at tage historien op, men holdet fik også kritik for at bringe for meget med over fra Klovn.